# Mossel

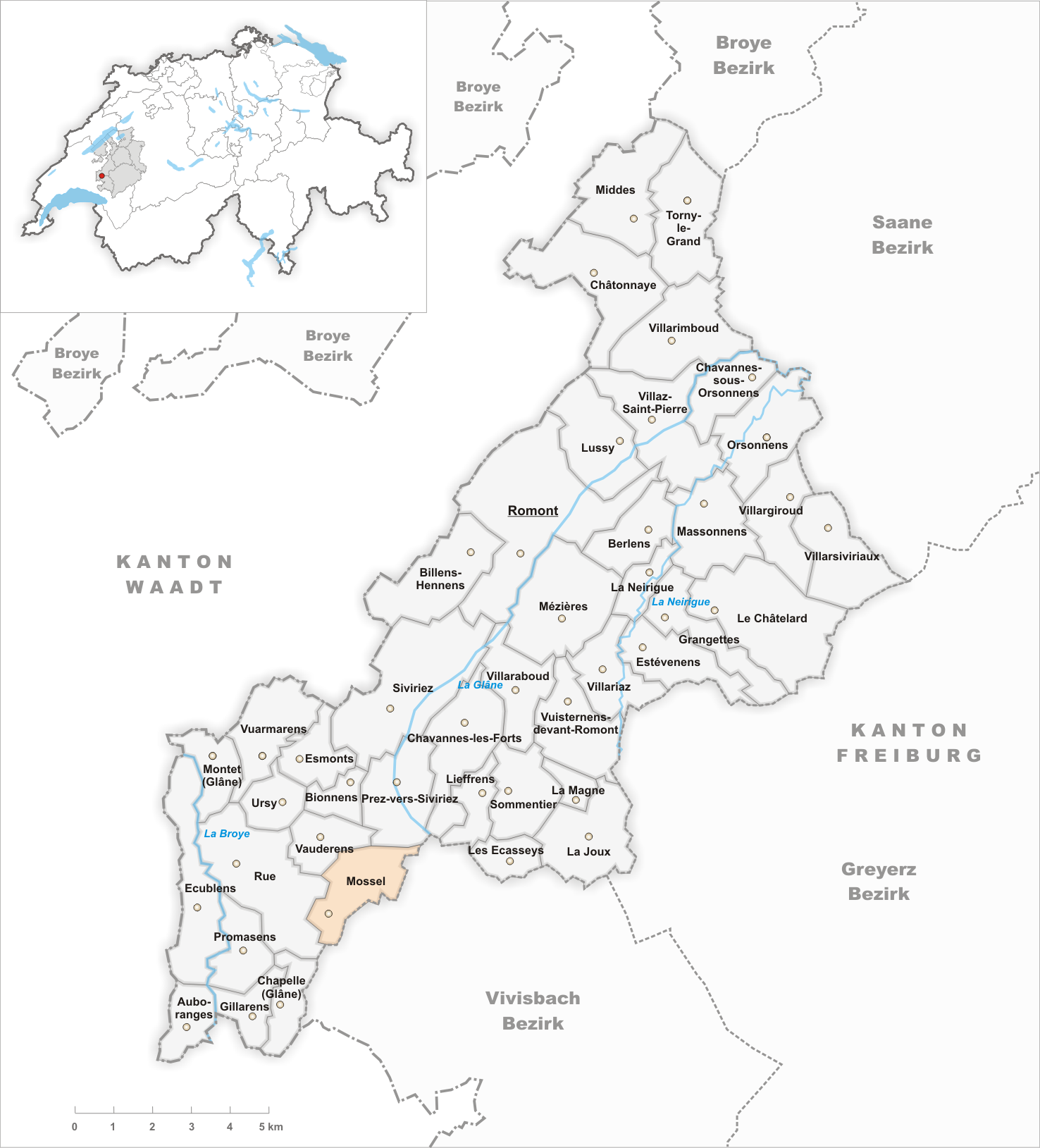
Gemeindestand vor der Fusion am 1. Januar 2001

Mossel (Freiburger Patois Mochiⓘ) ist eine Ortschaft und früher selbständige politische Gemeinde im Distrikt Glâne des Kantons Freiburg in der Schweiz. Am 1. Januar 2001 wurde Mossel nach Ursy eingemeindet.

## Geographie
Mossel liegt auf 819 m ü. M., drei Kilometer südsüdöstlich von Ursy und elf Kilometer südsüdwestlich des Bezirkshauptortes Romont (Luftlinie). Das kleine Bauerndorf erstreckt sich auf einem Geländevorsprung an aussichtsreicher Lage östlich des oberen Broyetals, im südwestlichen Freiburger Mittelland. Die ehemalige Gemeindefläche betrug rund 3,2 km². Das Gebiet erstreckte sich von Montaney nach Nordosten über die Höhen von Mossel und La Crêta (873 m ü. M.) bis an die Glâne. Im Osten reichte das Gebiet an den Bach Maflon und über die Mulde von Invau bis in den Wald La Râpe (875 m ü. M.).

## Bevölkerung
Mit 122 Einwohnern (2000) zählte Mossel vor der Fusion zu den kleinsten Gemeinden des Kantons Freiburg. Zu Mossel gehören die Weiler Invau (805 m ü. M.) in der Mulde östlich der Crêta und Fin de Vau (822 m ü. M.) am Südabhang der Crêta sowie einige Einzelhöfe.
Einwohnerzahlen: Volkszählungsdaten

## Wirtschaft
Mossel lebt noch heute von der Landwirtschaft, insbesondere von der Milchwirtschaft und der Viehzucht, daneben gibt es auch kleinere Ackerbauflächen.

## Verkehr
Das Dorf liegt abseits der grösseren Durchgangsstrassen an einer Verbindungsstrasse von Ursy nach Porsel. Durch die Buslinie der Transports publics Fribourgeois, die von Romont via Ursy nach Mossel verkehrt, ist Mossel an Schultagen zu bestimmten Tageszeiten an das Netz des öffentlichen Verkehrs angeschlossen.

## Geschichte
Die erste urkundliche Erwähnung des Ortes erfolgte um 1150 unter dem Namen Moncels. Später erschienen die Bezeichnungen Muncels (im 13. Jahrhundert), Monsez (1245) und Mossez (1258). Der Ortsname ist vom spätlateinischen Wort monticulus (kleiner Berg) abgeleitet.
Im Jahr 1245 gelangte Mossel durch eine Schenkung an die Abtei Haut-Crêt. Als die Berner 1536 das Waadtland eroberten, kam das Dorf unter die Herrschaft von Freiburg und wurde der Vogtei Rue zugeordnet. Nach dem Zusammenbruch des Ancien Régime (1798) gehörte Mossel während der Helvetik und der darauf folgenden Zeit zum Bezirk Rue und wurde 1848 in den Bezirk Glâne eingegliedert. Mossel besitzt keine eigene Kirche, es gehört zur Kirchgemeinde Promasens. Beim Hof La Gotta befindet sich eine Kapelle.
Im Rahmen der vom Kanton Freiburg seit 2000 geförderten Gemeindefusionen wurde Mossel zusammen mit Vauderens und Bionnens mit Wirkung auf den 1. Januar 2001 nach Ursy eingemeindet.